# Безшапочний Сергій Борисович
Безшапочний Сергій Борисович (нар. 26 листопада 1946, Полтава — пом. 10 березня 2025, там же) — радянський та український лікар, учений в галузі медицини, громадський діяч, академік Міжнародної академії отоларингології та Академії медичних наук України, доктор медичних наук, діючий член Української Академії наук, завідувач кафедри оториноларингології вищого державного навчального закладу України «Українська медична стоматологічна академія» (м. Полтава), професор.

## Біографія
Народився 26 листопада 1946 року в Полтаві. Після закінчення Харківського інституту працював асистентом кафедри оперативної хірургії й топографічної анатомії.
З 1974 по 1984 рр. успішно захистив кандидатську, а потім і докторську дисертацію. Тема кандидатської дисертації, захищеної у 1974 році: «Хирургическая анатомия скуловой кости человека». Тема докторської дисертації: «Разработка и теоретическое обоснование лечения больных с переломами костей наружного носа и стенок околоносовых пазух».
З 1977 року читає лекції для студентів медичного та стоматологічного факультетів.
З 1984 року очолює кафедру ЛОР — захворювань Полтавського медичного стоматологічного інституту.
В 1985 році отримав звання Доктора медичних наук, а в 1987 році — звання професора.
У 1996 році наказом президента України надано почесне звання «Заслужений діяч науки і техніки України».
Наукова діяльність пов'язана з розробкою ендоскопічних методів діагностики та малотравматичних функціональних методів лікування захворювань порожнини носа і навколоносових пазух. Розробив і вдосконалив унікальні інструменти для пластики кісток зовнішнього носа і закріплення уламків в задньому положенні.
Одним з винаходів Сергія Борисовича, що належить до лицьової хірургії є рінокласт. Його принципова різниця в порівнянні з іншими методами полягає в наступному: перед тим як завдати удар, регулюється сила стиснення пружини (залежно від ступеня викривлення носової перегородки), що дозволяє розтягнути удар по часу. При цьому навантаження на весь організм значно зменшується. Руйнування відбувається тільки в тому місці, куди прикладається інструмент, на кінці якого прикріплена спеціальна медична гума в формі трапеції.
Ще одним винаходом Сергія Борисовича є Ендопротез спинки носа. Винахід відноситься до рінохірургії й може бути використаний при ринопластиці у хворих з сідлоподібною деформацією носа при наявності збереження носових кісток. Мета винаходу — виняток міграції протеза під шкірою.
Був головою Українського наукового товариства ринологів, членом двох Спеціалізованих рад по захисту докторських і кандидатських дисертацій, а також депутатом міської ради.
Помер 10 березня 2025 року у Полтаві.